# Timbal (musique catalane)
Pour les articles homonymes, voir Timbal.

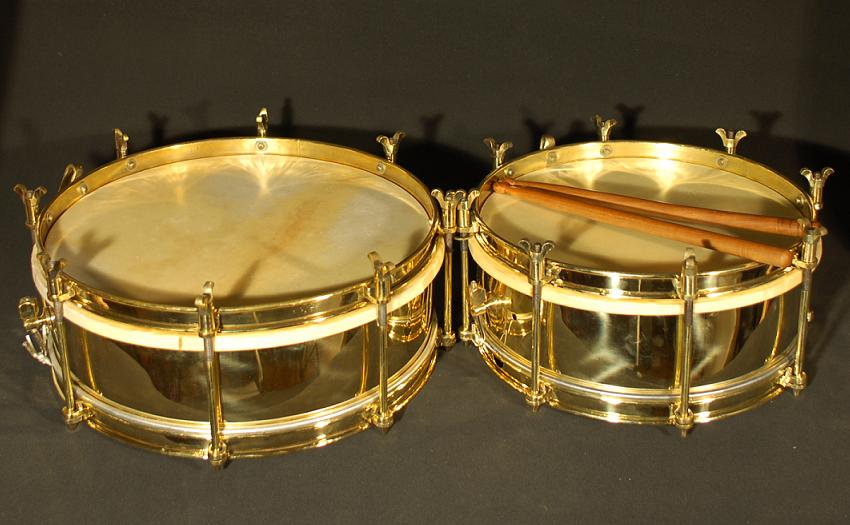
Timbal de gralles

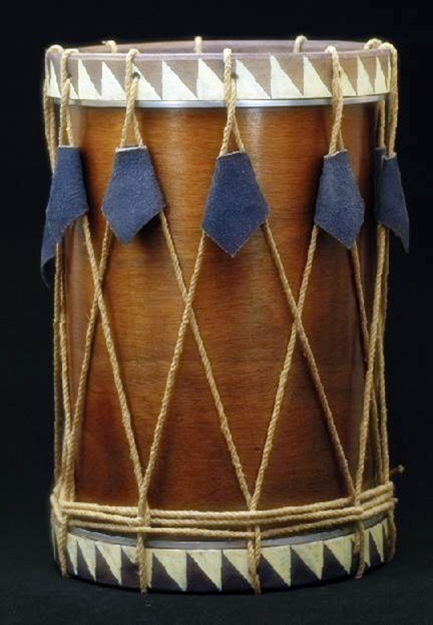
Timbal fondo

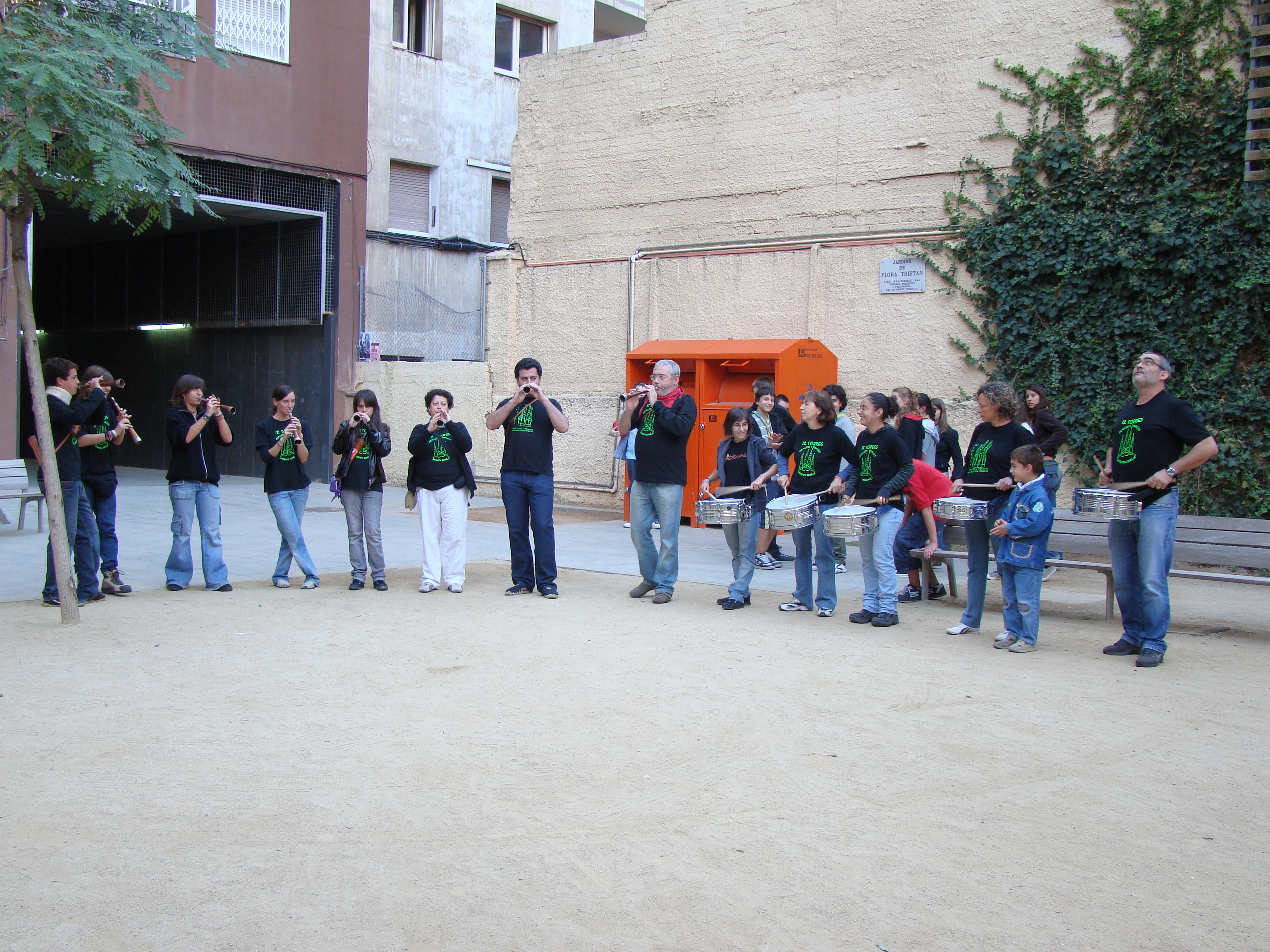
Des grallers (joueurs de gralla) et timbalers (joueurs de timbal)

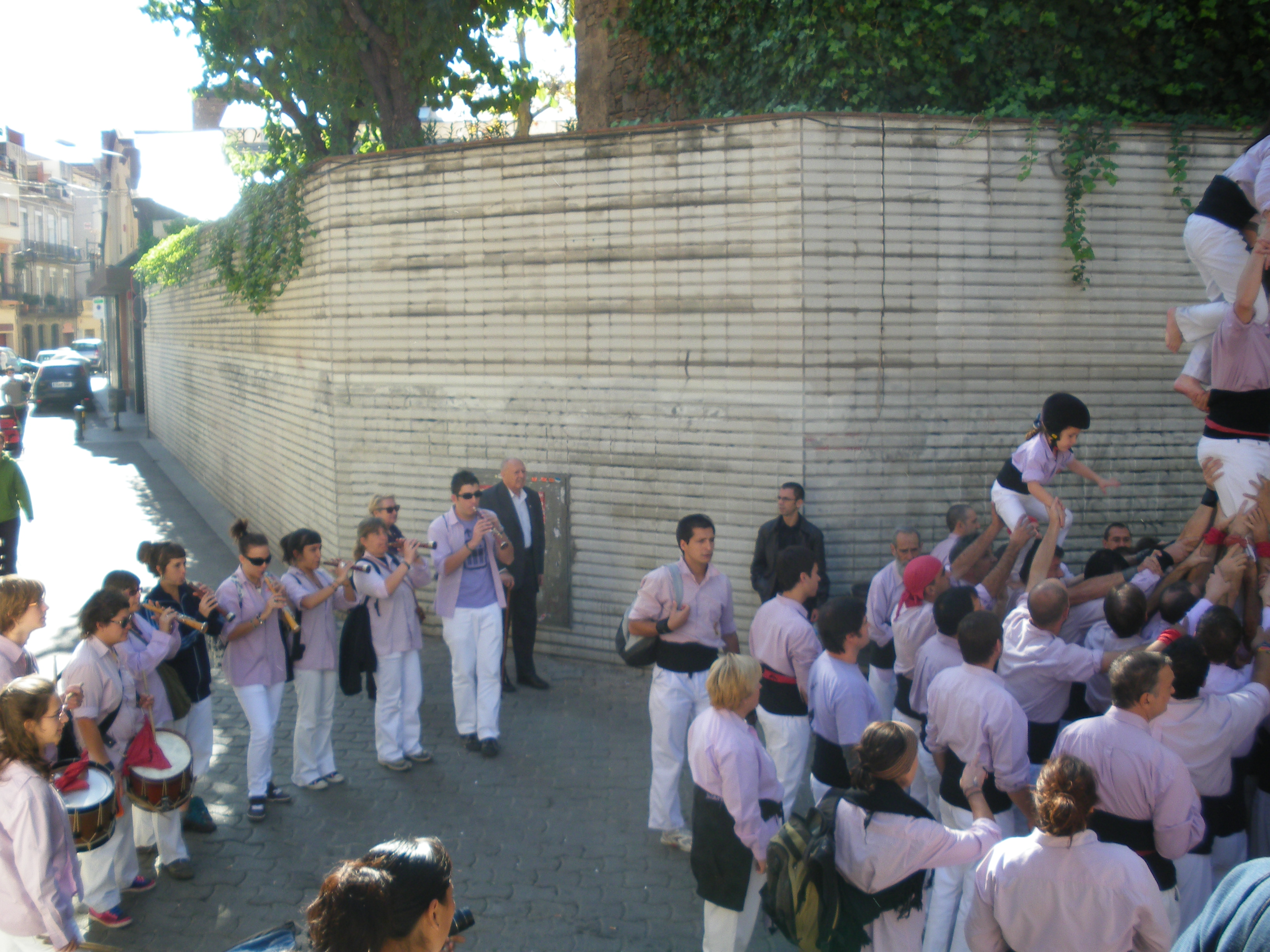
Grallers et timbalers d'une colla castellera

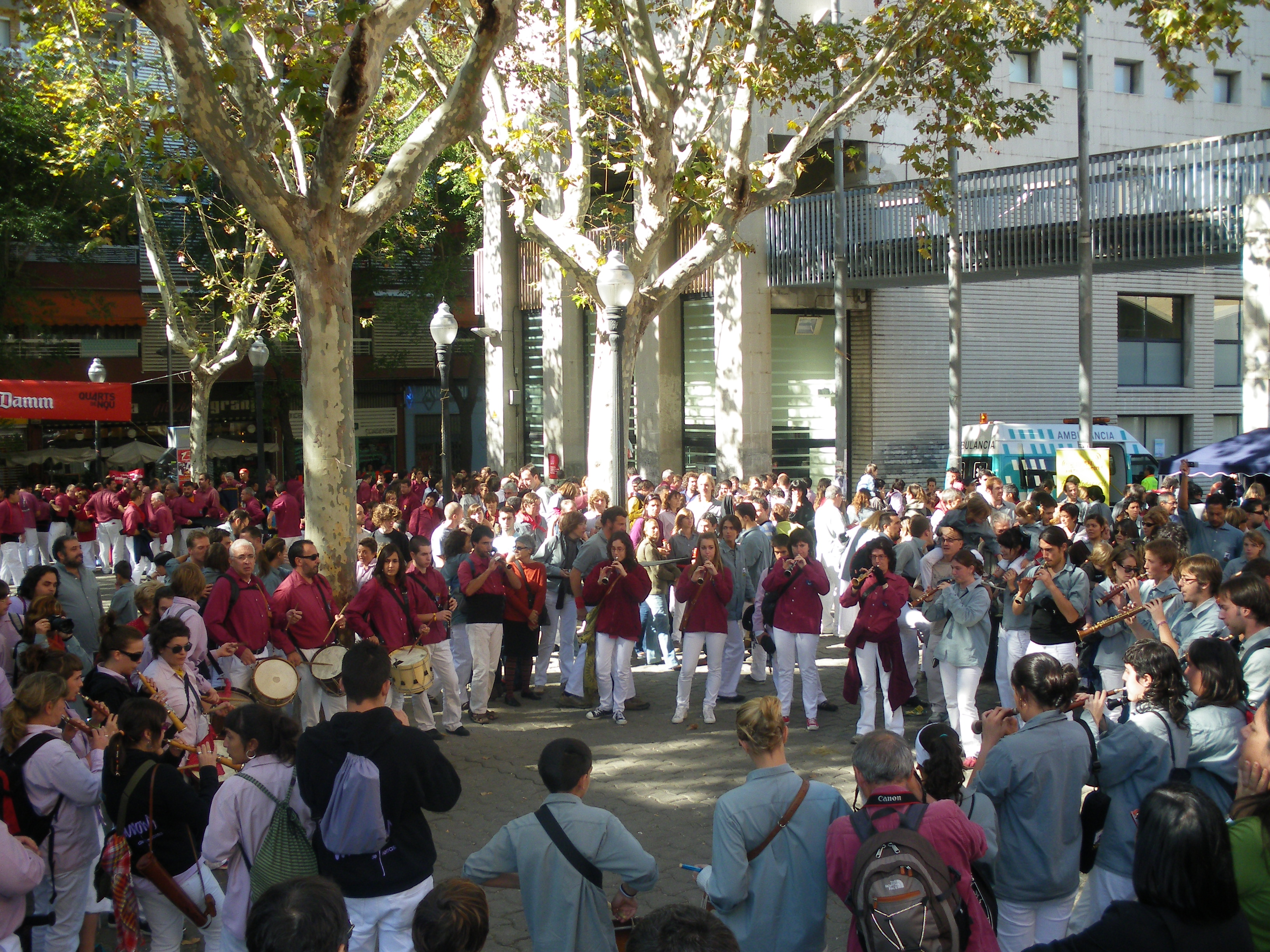
Grallers et timbalers de trois colles castelleres jouent ensemble le Toc de Vermut

Le timbal est un instrument de percussion cylindrique avec deux membranes, souvent en cuir, utilisé à la musique traditionnelle catalane. Il est de la famille des tambours. Il accompagne la gralla a la musique du ball de gitanes, des castells, des géants et d'autres fêtes populaires. Le timbal et la gralla sont présents également aux cercaviles des Festes Majors, à la musique des processions religieuses ou de carnaval, par exemple, à la musique des chants de Noël catalans, etc. Il est joué par un timbaler. 
Il est plus similaire au tamborin occitan que le tamborí catalan, qui est joué avec un flabiol aux cobles de sardanes. Aux Pays catalans il y a, enfin, un autre instrument de percussion traditionnel de la famille des tambours, le tabal ou tabalet, qui accompagne la dolçaina en d'autres types de musiques, comme la muixeranga.

## Types de timbals
Ces trois types de timbals accompagnent tous la gralla à la musique populaire catalane :
- Timbal de gralles: Il est bas et il est fait en laiton avec deux membranes en cuir. À la membrane inférieure il y a des cordes similaires aux cordes de guitare et qui sonnent en percutire sur la membrane supérieure. Il se tend avec des chevilles.
- Timbal mig: Il est en bois et se tend avec cordes. Son diamètre est plus petit et sa profondeur est majeure que ceux du timbal de gralles. Il est utilisé pour recréer la musique du Moyen Âge.
- Timbal fondo: Il est comme le timbal mig mais avec un diamètre similaire au timbal de gralles.

## Castells
Les timbals et les gralles ne peuvent pas manquer en une actuation de castells, c'est pour ça que chaque colla castellera a ses propres timbalers et grallers (joueurs de gralla). Dans quelques colles castelleres les timbalers sont autosuffisants, c'est-à-dire, que les anciens timbalers enseignent aux nouveaux sans besoin ni de professeurs externes ni d'embaucher des timbalers formés hors de la colla. En origin, chaque colla castellera avait un ensemble de musiciens composé par deux gralles i un timbal, mais aujourd'hui la plupart d'elles ont un majeur numero de gralles et/ou de timbals.
Les timbalers jouent aux évènements de la colla castellera, pour animer et faire la fête. Le timbal et la gralla ont tous les deux des sons très puissants, qui attirent l'attention des gens, c'est pour ça qu'ils sont utilisés pour faire la musique aux cercaviles, soit pour annoncer aux gens que la fête est là.
Ils font la musique des matinades, qui se fait le matin à mode de "réveil", avant le petit déjeuner, de la Festa Major et surtout du jour où l'on fait des castells. Aussi la musique de l'entrée des castellers à la place où l'on fera les castells, la musique du pilar caminat, la musique des castells - très important car d'elle va dépendre que le castell soit considéré bon ou pas-, et parfois d'autres musiques selon l'activité particulière de chaque colla castellera.
Le toc de castells est la musique qui font les gralles et les timbals pendant le temps de faire un castell. Il y a des règles particulières. Le primer moment où les musiciens font la musique indique aux castellers que le castell est complet. C'est important parce que la plupart d'eux ne voit pas l'ensemble du castell. Quand le castell est fini, l'anxaneta, le petit casteller qui est au bout, salue (on dit qu'il fa l'aleta), les musiciens font une autre chanson. Après les castellers défont le château. Il est aussi important de le bien faire comme de bien le défaire, car les deux choses donnent des points. Quand le château est défait les musiciens jouent encore une autre chanson pour le fêter. Les grallers et les timbalers font la musique plutôt rapide ou lente pour encourager les castellers quand ils sont en train de faire un castell.
Quand tous les castells sont finis, on joue la musique pour déjeuner (le "toc del vermut", littéralement, l'appel à l'apéro) et si les castells ont été bien et les castellers sont contents, on joue encore de la musique pour célébrer et faire la fête.

## Ball de gitanes
Le ball de gitanes est une danse traditionnelle catalane qui a une musique jouée par trois gralles et un timbal. On a des références écrites de ce bal depuis l'an 1770.